# Semantische Nähe
Semantische Nähe ist ein Konzept, das die Ähnlichkeit von Dokumenten oder Begriffen nach Art ihres Inhaltes (Bedeutung, Semantik) beschreibt. Veranschaulichen kann man semantische Nähe mit Hilfe von „Landkarten“, in denen ähnliche Dokumente oder Begriffe nahe aneinandergerückt werden, unähnliche aber weiter auseinander. Dies geschieht z. B. – oft unwillkürlich – bei der Erstellung von Mind Maps.
Es existieren auch für das Web diverse Visualisierungstools, mit deren Hilfe die semantische Nähe von Webseiten(inhalten) veranschaulicht wird (KartOO, WebBrain).
Die Definition der semantischen Nähe ist ein Problemfeld bei der Nutzung von Ontologien zur semantischen Annotation und der semantischen Suche, insbesondere im semantischen Web.

## Formalisierung der semantischen Nähe
Liegen Begriffe in einer Baumstruktur geordnet vor, wie z. B. bei Taxonomien, so lässt sich die semantische Nähe zweier Begriffe als die Länge des kürzesten Pfades zwischen den Begriffsknoten definieren.
Hat man Angaben über die Häufigkeit des Vorkommens (p) der hierarchisierten Begriffe t, z. B. aus der Analyse eines Textkorpus, so können diese mittels ihres Informationsgehaltes I quantifiziert werden:
{\displaystyle I(t)=-\log p(t)}
Eine Metrik für den Begriffsbaum kann dann folgendermaßen definiert werden:
{\displaystyle \Delta I(t_{1},t_{2})=I(t_{2})-I(t_{1})}, wenn t1 Überklasse von t2 ist und
{\displaystyle \Delta I(t_{3},t_{2})=\Delta I(t_{3},t_{1})+\Delta I(t_{2},t_{1})}, wenn t1 gemeinsame Überklasse von t2 und t3 ist.
Erweiterungen dieser einfachen Vorschrift beziehen die Dichte der Baumknoten und die absolute Tiefe in der Baumstruktur mit ein.
Siehe auch: Informationstheorie